# Chilomeniscus stramineus
Espèce
Synonymes
- Chilomeniscus cinctus Cope, 1861
- Chilomeniscus fasciatus Van Denburgh, 1895
- Chilomeniscus punctatissimus Van Denburgh & Slevin, 1921

Statut de conservation UICN

 LC  : Préoccupation mineure
Chilomeniscus stramineus est une espèce de serpents de la famille des Colubridae.

## Répartition
Cette espèce se rencontre :
- aux États-Unis, dans le sud-ouest de l'Arizona ;
- au Mexique, en Basse-Californie, en Basse-Californie du Sud et dans l'ouest du Sonora[1].

## Description
Dans sa description Cope indique que le plus grand spécimen en sa possession mesurait 230 mm. Sa coloration était brunâtre dessus et jaune paille clair dessous. Le dessus de sa tête était grisâtre et tachetée de petites marques sombres. Il s'agit d'un serpent ovipare.

## Liste des sous-espèces
Selon The Reptile Database (13 février 2014) :
- Chilomeniscus stramineus esterensis Hoard, 1939
- Chilomeniscus stramineus stramineus Cope, 1860

## Publications originales
- Cope, 1861 "1860" : Notes and descriptions of new and little-known species of American reptiles. Proceedings of the Academy of Natural Sciences of Philadelphia, vol. 12, p. 339-345 (texte intégral).
- Hoard, 1939 : A new subspecies of snake of the genus Chilomeniscus. Journal of entomology and zoology : Pomona College, vol. 31, no 4, p. 45-46
- Van Denburgh & Slevin, 1921 : Preliminary diagnoses of more new species of reptiles from islands in the gulf of California, Mexico. Proceedings of the California Academy of Sciences, sér. 4, vol. 11, no 17, p. 395-398 (texte intégral).